# Itame subvalida
Itame subvalida är en fjärilsart som beskrevs av W. Warren 1897. Itame subvalida ingår i släktet Itame och familjen mätare. Inga underarter finns listade i Catalogue of Life.